# GANTZ (電影)
《GANTZ 殺戮都市》二部曲，是2011年由佐藤信介執導，改編自奧浩哉原作同名漫畫的日本電影。由二宮和也及松山研一主演。

## 概要
於2009年10月7日，從日本各大傳媒中發佈製作消息。電影於2009年11月開拍，2010年4月關機。第一部『GANTZ』於2011年1月29日，第二部『GANTZ PERFECT ANSWER』於2011年4月23日日本上映。前、後編在日本皆被分級為PG-12。
前編於2011年1月29日在日本、美國同步公開，於美國更有335幅銀幕上映。亦於日本電影史上，舉行第一次於外地首映，美國洛杉磯中國戲院舉行。全世界約20個國家及地區預定上映。香港方面，決定於2011年4月21日上映，『GANTZ PERFECT ANSWER』會在5月12日上映。台灣方面則在2011年3月18日上映。

## 故事
「你的命是我的…要怎麼使用是我的自由…」
玄野計和多年不見的小學同學再相遇便同時為救人而亡於電車之下，却出現在一個有著一巨大詭異黑球的房間…黑球上却出現了詭異的文字…
在黑球的指示下…進行著殺戮外星人的任務…不知目的為何…也不知能否在下一次的任務中生還…
是要任務中取得黑球一百點的獎勵…自彷彿無止盡的循環中解放…抑或…復活同伴？
有人為同伴而努力…有人沈迷殺戮…終點的答案…是什麼？

## 演員表
有關詳細，請參閱殺戮都市角色列表。
- 玄野計：二宮和也（台灣配音：何志威）
- 加藤勝：松山研一（台灣配音：李世揚）
- 小島多惠：吉高由里子（台灣配音：許淑嬪）
- 西丈一郎：本鄉奏多（台灣配音：劉傑）
- 岸本惠：夏菜（台灣配音：魏晶琦）
- 鈴木良一：田口智朗（台灣配音：曹冀魯）
- 鮎川映莉子：伊藤步（台灣配音：魏晶琦）
- 重田正光：山田孝之（台灣配音：宋克軍）
- 黑衣星人 壹：綾野剛（台灣配音：魏伯勤）
- 黑衣星人 參：水澤奈子（台灣配音：連婉鈞）
- 加藤歩：千阪健介（台灣配音：魏晶琦）
- 桜井弘斗：白石隼也（台灣配音：宋昱璁）
- 山田雅史：小松利昌（台灣配音：林士程）
- 稲森貴史：落合扶樹（台灣配音：魏伯勤）
- 畑中清：小林一英（台灣配音：宋克軍）
- 杉本加世：市川千惠子（台灣配音：汪世瑋）
- 杉本亮太：春名柊夜（台灣配音：許淑嬪）
- 白石泉：Merii（台灣配音：汪世瑋）
- 岡崎明俊：古澤裕介（台灣配音：魏伯勤）
- 德川夢想：土平友厚（台灣配音：曹冀魯）
- 坂野理沙：玄覺悠子（台灣配音：汪世瑋）
- 高橋光輝：若葉竜也（台灣配音：宋克軍）
- 山本真子：綠友利惠（台灣配音：蘇肇樺）
- 小林新一：阪田雅信（台灣配音：劉傑）
- 中村孝太：越村友一（台灣配音：魏伯勤）
- 玄野憲一：淺野和之（台灣配音：宋克軍）
- 北倉鈴子：戸田菜穗（台灣配音：汪世瑋）
- 小瞳：吉谷彩子（台灣配音：連婉鈞）
- 蔥星人（父）：長江英和
- 蔥星人（子）：五十嵐翔、早川恭崇
- 田中星人：柴田愛之助
- 黑衣星人 貳：奥瀬繁
- 黑衣星人 肆：平野靖幸
- 黑衣星人 伍：大石將史
- 黑衣星人 陸：神威杏次
- 球男：橋本まつり

## 工作人員
- 原作：奧浩哉
- 導演：佐藤信介
- 編劇：渡邊雄介
- 原創音樂：川井憲次 「Sound of GANTZ」，「Sound of GANTZ PERFECT ANSWER」
- 策劃：佐藤貴博
- 製作指揮：宮崎洋
- 出品人：奧田誠治
- 監製：田中正、飯塚信弘
- 製片：毛利達也
- 特攝組導演：神谷誠
- 動作導演：下村勇二
- 執行導演：李相國
- 攝影指導：河津太郎 (JSC)
- 剪接：今井剛
- 音響總監：横野一氏工
- 美術指導：原田恭明
- 服裝設計：宮本正江
- 視覺特效總監：前川英章
- 視覺特效製作：Digital Frontier
- 特殊造型總監：蟻川昌宏
- 特殊造型製作、設計：島田知樹
- 服裝製作、設計：竹田團吾
- 武器設計：田中達之
- 策劃協力：集英社「週刊Young Jump」編輯部
- 出品、策劃：日本電視放送網
- 製作：日活攝影所
- 發行：東寶株式會社
- 鳴謝：神戸電影辦事處、東京臨海高速鐵道
- 出品：(C)2011 「GANTZ」FILM PARTNERS（日本電視放送網、集英社、東寶株式會社、J Storm、Horipro、VAP、讀賣電視台、讀賣新聞、日活 / 札幌テレビ放送/宮城テレビ放送/静岡第一テレビ/中京テレビ放送/広島テレビ放送/福岡放送）

## 與原作的不同之處
- 任務中成員的顯示暱稱全部變成本名(以平假名標記)只有西被標示為「西君」(にしくん)。
- 任務的限制時間由1小時變更為20分鐘,且星人的數量明顯的比原作減少許多,時限歸零未完成任務會再從20分鐘倒數計時。
- 取得100分的獎勵並不包含「獲得強力武器」,且可復活的對象不限於GANTZ的成員。
- 雖然原作中玄野・加藤・岸本・小島是高中生,西是中學生,在電影中則變更為玄野與小島是私立大學的學生、加藤是中輟的打工族、岸本為OL、西是高中生的設定。
- 小島與鈴木一開始就登場。
- 參與任務的成員有部分不同,特別是蔥星人任務前就參加的犬沒有出現。
- 櫻井弘斗在本作沒有超能力。
- 第1部雖然是以原作故事為基礎改編,第2部則幾乎變成電影原創劇情。
- 原作沒有的電影原創角色、調查GANTZ所引起相關事件的神祕男子「重田正光」的登場。
- 相當於原作吸血鬼的「黑服星人」登場。
- 加藤步的死亡。
- 滿分選單〜的出現。

## 外部連結
- 電影官方網站*（页面存档备份，存于）
- Web YOUNG JUMP特設網頁（页面存档备份，存于）